# Ihor Zubko
Ihor Zubko (tiếng Ukraina: Ігор Альбертович Зубко; sinh ngày 30 tháng 9 năm 1991) là một tiền đạo bóng đá người Ukraina. Năm 2014, anh có được quốc tịch Nga với tên là Igor Albertovich Zubko (tiếng Nga: Игорь Альбертович Зубко).

## Quốc tế
Vào tháng 3 năm 2010, Zubko được gọi vào đội tuyển bóng đá U-19 quốc gia Ukraina cho một loạt các trận giao hữu với Pháp để chuẩn bị cho Giải vô địch bóng đá U-19 châu Âu 2010.

## External links
- Thống kê trên trang web của câu lạc bộ FC Krymteplytsya Lưu trữ ngày 10 tháng 7 năm 2011 tại Wayback Machine (bằng tiếng Nga)
- Bản mẫu:FFU
- Profile at Crimean Football Union